# Одињи
Одињи (фр. Audignies) насеље је и општина у североисточној Француској у региону Север-Па д Кале, у департману Север која припада префектури Авне сир Елп.
По подацима из 2011. године у општини је живело 301 становника, а густина насељености је износила 82,24 становника/km². Општина се простире на површини од 3,66 km². Налази се на средњој надморској висини од 137 метара (максималној 159 m, а минималној 129 m).

## Демографија
| 1962. | 1968. | 1975. | 1982. | 1990. | 1999. | 2011. |
| ----- | ----- | ----- | ----- | ----- | ----- | ----- |
| 179   | 213   | 165   | 205   | 233   | 260   | 301   |

График промене броја становника у току последњих година